# Mury miejskie w Kamiennej Górze
Mury miejskie w Kamiennej Górze – ciąg murów obronnych (kamiennych i kamienno - ceglanych) wokół starego miasta, wznoszone w końcu XIV w. i przez XV w. w Kamiennej Górze. Najlepiej zachowane fragmenty znajdują się na zapleczu ratusza, mniejsze i niższe przy ul. Ogrodowej,  Browarowej i Okrzei.      
W mieście istniały dwie bramy: Dolna od strony północno-wschodniej (ul. Żeromskiego) i Górna na obecnym placu Grunwaldzkim (koło ratusza). Już w 1805 r. i 1819 r. wieże obu bram były uszkodzone, w związku z czym w 1837 r. rozebrano bramę Górną, a w 1862 r. Dolną. Od początku XIX w. trwała rozbiórka murów, na którym miejscu urządzono planty. Niewielkie pozostałości murów zachowały się tylko jako fragment wbudowany w domy lub w ogrodach.